# Unter Verdacht (Fernsehreihe)
Unter Verdacht ist eine deutsche Kriminalfilmreihe mit Senta Berger als Kriminalrätin Dr. Eva Maria Prohacek in der Hauptrolle, die von 2002 bis 2019 abwechselnd als Erstausstrahlung im Programm von Arte und im ZDF gesendet wurde.
Der Pilotfilm Verdecktes Spiel erhielt 2003 den Adolf-Grimme-Preis in der Sparte „Fiktion & Unterhaltung“. Er ging gemeinsam an die drei Hauptdarsteller, den Drehbuchautor Alexander Adolph und den Regisseur Friedemann Fromm.

## Inhalt
Kriminalrätin Dr. Eva Maria Prohacek wechselt nach fast 20-jähriger Tätigkeit an der Polizeischule Augsburg in die neu gegründete Abteilung 411 für interne Ermittlungen im Kommissariat München und übernimmt deren Leitung. Unterstützung erhält sie von Hauptkommissar André Langner, der über seine Versetzung in die Abteilung 411 alles andere als begeistert ist. Der Dritte im Bunde ist der Leiter des Kommissariats Dr. Claus Reiter.
Die Abteilung 411 beschäftigt sich ausschließlich mit Amtsdelikten.

## Episodenliste
| Nr. | Titel                    | Erstausstrahlung  | Sender |
| --- | ------------------------ | ----------------- | ------ |
| 1   | Verdecktes Spiel         | 2. August 2002    | arte   |
| 2   | Eine Landpartie          | 15. Februar 2003  | ZDF    |
| 3   | Gipfelstürmer            | 23. April 2004    | arte   |
| 4   | Beste Freunde            | 3. September 2004 | arte   |
| 5   | Das Karussell            | 3. Juni 2005      | arte   |
| 6   | Willkommen im Club       | 8. April 2006     | ZDF    |
| 7   | Atemlos                  | 18. November 2006 | ZDF    |
| 8   | Ein neues Leben          | 30. Dezember 2006 | ZDF    |
| 9   | Hase und Igel            | 10. August 2007   | arte   |
| 10  | Das Geld anderer Leute   | 23. November 2007 | arte   |
| 11  | Brubeck                  | 29. August 2008   | arte   |
| 12  | Die falsche Frau         | 10. Oktober 2008  | arte   |
| 13  | Der schmale Grat         | 14. August 2009   | arte   |
| 14  | Tausend Augen            | 20. November 2009 | arte   |
| 15  | Laufen und Schießen      | 10. Dezember 2010 | arte   |
| 16  | Rückkehr                 | 13. Mai 2011      | arte   |
| 17  | Die elegante Lösung      | 4. November 2011  | arte   |
| 18  | Persönliche Sicherheiten | 16. Dezember 2011 | arte   |
| 19  | Das Blut der Erde        | 11. Januar 2013   | arte   |
| 20  | Ohne Vergebung           | 25. Oktober 2013  | arte   |
| 21  | Türkische Früchtchen     | 8. November 2013  | arte   |
| 22  | Mutterseelenallein       | 11. April 2014    | arte   |
| 23  | Grauzone                 | 13. März 2015     | arte   |
| 24  | Ein Richter              | 23. Oktober 2015  | arte   |
| 25  | Betongold                | 5. Februar 2016   | arte   |
| 26  | Verlorene Sicherheit (1) | 4. Mai 2017       | arte   |
| 27  | Verlorene Sicherheit (2) | 4. Mai 2017       | arte   |
| 28  | Die Guten und die Bösen  | 10. November 2017 | arte   |
| 29  | Verschlusssache          | 12. Januar 2018   | arte   |
| 30  | Evas letzter Gang        | 25. Oktober 2019  | arte   |

## Episodendarsteller
Zu den bekannten Episodendarstellern gehören Axel Milberg als Christian Thalhammer in der Folge Eine Landpartie, Christoph Waltz als Thomas Sell in der Folge Hase und Igel, Uwe Kockisch, der in Das Geld anderer Leute den korrupten Kommissar Baumann spielt, Friedrich von Thun in der Folge Das Blut der Erde als Toni Schiermeier sowie Jürgen Tarrach in der Folge Grauzone als korrupter Politiker Hubert Cuntze. Martin Brambach spielte in der Episode Ein Richter den titelgebenden Richter Dr. Koller.

## DVD-Veröffentlichung
Die Folgen 1 bis 5 sind seit dem 11. Februar 2011 und die Folgen 6 bis 10 seit dem 11. Mai 2011 auf DVD erhältlich. Die Folgen 11 bis 15 erschienen am 6. Dezember 2011. Die vierte DVD-Box (Episoden 16 bis 20) ist am 11. Februar 2014 erschienen. Am 28. Oktober 2014 erschien Unter Verdacht – Collector’s Edition mit den Folgen 1 bis 20 (12 DVDs in einer Box). 2016 erschien die fünfte DVD-Box mit den Folgen 21 bis 25.